# Bökey-Horde
Die Bökey-Horde (kasachisch Бөкей Ордасы, Bökei Ordasy; russisch Букеевская Орда, Bukejewskaja Orda) war eine nomadische Stammesföderation zwischen den Unterläufen der Flüsse Wolga und Ural im Bereich des heutigen West-Kasachstan. Sie wird mitunter fälschlich zur östlich benachbarten Kleinen Horde gezählt.

## Namensherkunft und andere Bezeichnungen
Der Name Bökey-Horde ist ein Produkt aus dem frühen 19. Jahrhundert. Er stammt vom Gründer Bökey Khan ab, der dort als Fürst (Khan) regierte. Eine andere Bezeichnung für dieses Gebiet ist auch Innere Kasachen-Horde (kasachisch Ішкі Қазақ Ордасы, Işkı Qazaq Ordasy).

## Umfang und Stammesstruktur
Als einziges zentralasiatisches Nomadenreich verfügte die Bökey-Horde über fest definierte Grenzen: Sie befand sich zwischen den Flüssen Wolga und Ural und wurde im Norden durch das russische Gouvernement Orenburg begrenzt. Dieses Gebiet gehörte in der Vergangenheit zur Nogaier-Horde und macht heute den äußersten Westen Kasachstans aus. Zur Bökey-Horde gehörten zahlreiche nomadisierende Stämme, darunter die Clans Adaj, Zschappas, Bajbakty, Tana, Berisch, Scherkesch, Maskar, Isyk, Esen-temir, Alascha, Kyzylkurt, Taz, Tama, Kerderi, Tabyn und Kete sowie zahlreiche nogaische, tatarische und baschkirische Clans.

## Geschichte
1797 scheiterte der kasachische Fürst Bökey bei seiner Wahl zum Oberhaupt der Kleinen Horde. So bat er bereits 1799 den damaligen russischen Zaren Paul I. um die Übersiedlung seines Clans in das zum Russischen Reich gehörenden Gebiet zwischen Wolga und Ural. Nach der Prüfung durch die russischen Verwaltungsbehörden wurde Bökey 1801 die Übersiedlung gestattet und so zogen er und 5000 verbündete Familien in das ihm zugesicherte Gebiet. In diesem Gebiet trat Bökey – und später auch sein Sohn Jangher – als Förderer des Islam auf. Damit hatte die neue Kasachen-Föderation einen regen Kontakt mit den verschiedenen Stämmen der Wolga-Ural-Tataren, der Baschkiren und der Nogaier. So gab es in den späten 1840er Jahren in diesem Gebiet zum Beispiel 126 tatarische Mullahs.
1812 errichtete Bökey Khan als Vasall des russischen Zaren seine eigene Horde und wurde nun vom Zaren Alexander I. als zweiter Khan der Mittleren und der Großen Horde eingesetzt, nachdem sich die Beschwerden der Stammes- und Clanführer über den amtierenden Khan Vali häuften.
Am 12. Mai 1815 starb Bökey Khan und die Nachfolge trat sein damals 14-jähriger Sohn Jangher (auch als Dschangir Khan bekannt) an. Diesem wurde zwischen 1815 und 1825 ein Großonkel, Shighai, als Regent zur Seite gestellt.
Jangher Khan übernahm 1825 die alleinige Herrschaft und wurde um 1837 von einem Bei namens Isatai Taimanow (* 1791, † 1838) und einem Volkssänger namens Mahambet Utemisow († 1846) angefeindet. Diese führten einen Aufstand gegen Jangher durch und griffen diesem den Residenzort Chanskaja Stawka (russische Bezeichnung, wörtlich „Khan-Standort“; heute Dorf Chan Ordassy im Gebiet Westkasachstan) an. Jangher war jedoch wie sein Vater vor ihm Vasall des russischen Zaren, und so wurden die Aufrührer schließlich von einer russischen Armeeabteilung geschlagen und vertrieben.
Nach dem Tod von Jangher Khan (1845) wurde die Bökey-Horde aufgelöst und das ihr unterstellte Gebiet fiel unter Direktverwaltung durch den russischen Zaren. 1850–1851 bereiste Pawel Nebolsin im Auftrag der Kaiserlichen Russischen Geographischen Gesellschaft dieses Gebiet zur Erforschung des Handelsverkehrs zwischen Russland und Zentralasien. Die Direktverwaltung wurde 1859 aufgegeben, und das Gebiet wurde dem russischen Außenministerium unterstellt. 1876 kam das Gebiet unter Verwaltung des Gouvernements Astrachan, wobei aber die formale Unterstellung unter das Außenministerium erhalten blieb. Verwaltungssitz blieb weiterhin Chanskaja Stawka. Am 1. Juli 1917 wurde das Gebiet eigenständiges Gouvernement (Gouvernement Bökej, russisch Букеевская губерния, Bukejewskaja gubernija). In der Zeit des Bürgerkriegs war es bis 1920 faktisch unter Kontrolle des kasachischen Alasch-Orda-Staates. Nach Gründung der Kirgisischen ASSR (Vorläufer der Kasachischen SSR) am Киргизская Автономная Социалистическая Советская Республика (1920–1925) am 26. August 1920 kam das Gouvernement zu dieser. Es bestand noch bis zum 6. Juni 1925, als es im Gouvernement Uralsk aufging.

## Fürsten
- Bökey Khan (1812–1815)
- Shighai (1815–1825, Regent)
- Jangher Khan (1801–1845, regierte 1815–1845)